# Káemsahr
Káemsahr (perzsa قائم‌شهر angol: Qaem Shahr) város Észak-Iránban, Mázandarán tartományban. A nevét viselő megye székhelye.

## Nevezetes szülöttei
- Behdad Salimi (1989) – súlyemelő
- Farhad Majidi – labdarúgó
- Nader Dastneshan (1960–2021) – futballedző
- Mehrdad Oladi (1985–2016) - labdarúgó
- Mehrdad Kafshgari (1987) – labdarúgó
- Fereydoon Fazli (1971) – labdarúgó
- Babak Nourzad (1978) – birkózó
- Tarshiz Mojtaba (1978) – labdarúgó
- Farshid Talebi (1981) – labdarúgó
- Maysam Baou (1983) – labdarúgó
- Mehdi Jafarpour (1984) – labdarúgó
- Mohammad Abbaszadeh (1990) – labdarúgó
- Ali Alipour (1995) - labdarúgó
- Behnam Tayyebi (1975) – birkózó
- Ahmad Mohammadi (1989) – birkózó